# Kloster St. Johannes in Nemore
Das Kloster St. Johannes in Nemore (deutsch: St. Johannes im Hain; französisch: St.-Jean au Bois) ist eine ehemalige Zisterzienserabtei im Nahen Osten.

## Geschichte
Das Kloster wurde 1169 als Tochterkloster von Kloster Balamand (Belmont im Libanon) gegründet, gehörte damit der Filiation der Primarabtei Morimond an und bestand bis 1290.

## Bauten und Anlage
Nach Pringle dürfte dem Kloster die kleinere der Besuchskirchen in En Kerem zuzuordnen sein. Die größere der Besuchs- bzw. Heimsuchungskirchen wurde später von armenischen Mönchen betreut. Die kleinere Besuchskirche wurde unter Verwendung der erhaltenen mittelalterlichen Ruinen von Ober- und Unterkirche zwischen 1938 und 1946 errichtet. In der Apsis der Oberkirche sind die erhaltenen unteren mittelalterlichen Teile sichtbar belassen worden.